# Bag-a-Trix
Albums de Whodini
Greatest Hits
(1990) The Jive Collection Volume 1
(1995)
Singles
1. Judy
Sortie : 1991
2. Freaks
Sortie : 1991
3. Smilin' Faces Sometimes
Sortie : 1991

Bag-a-Trix est le cinquième album studio de Whodini, sorti le 19 mars 1991.
Il s'est classé 48e au Top R&B/Hip-Hop Albums.

## Liste des titres
| No  | Titre                                              | Durée |
| --- | -------------------------------------------------- | ----- |
| 1.  | The Intro                                          | 2:49  |
| 2.  | Judy                                               | 3:49  |
| 3.  | Freaks                                             | 4:20  |
| 4.  | Smilin’ Faces Sometimes                            | 5:37  |
| 5.  | Bag-a-Trix                                         | 3:39  |
| 6.  | Taste of Love                                      | 4:44  |
| 7.  | Inside the Joint                                   | 4:34  |
| 8.  | Lovers or Friends                                  | 5:26  |
| 9.  | The Party Don’t Start (featuring Dynasty and Mimi) | 4:26  |
| 10. | Day to Day                                         | 4:36  |
| 11. | Milk My Cow                                        | 3:35  |
| 12. | Nite for Jammin'                                   | 4:21  |
| 13. | That’s Life                                        | 5:03  |
| 14. | Bad Case of Love                                   | 4:24  |